# ロシア・カザン戦争 (1487年)
1487年のロシア・カザン戦争 はモスクワ大公国とカザン・ハン国との関係上においては転機であった。ロシア人は初めてカザンを攻略してハン国を自らの支配下においたからである。

## 戦闘までの経緯
1479年にカザンにてイブラヒム・ハンが逝去した。彼は2人の妻との間に5人の息子をもうけていた。ファーティマとの間にはイリハム、クダイ・クル、メリク・タギルの3人の息子を、ヌール・スルタンとの間にはムハンマド・アミン、アブル・ラティフの2人 の息子をそれぞれもうけていた。ファーティマはイブラヒムの最初の妻であったが、ヌール・スルタンの方がイブラヒムと結婚した時には既にハンの后妃となっていた。後者はイブラヒムの兄弟であるハリルの妻であり、だからこそ年長の妃と見做されたのである。ハン国ではハン位継承順位がしっかりと確立されておらず、様々な派閥が争いを引き起こした。ファーティマの息子であるイリハムが勝った。その支持者はノガイ・タタール人 との同盟に依拠しており、中央アジア、特に奴隷貿易との結び付きを必要としていた。イリハム支持者の関心はロシアとの対決並びに売買用の捕虜獲得を目的とした部分的な襲撃にあった。逆にムハンマド・アミンの支持者はロシアとの平和的関係並びに互恵の貿易に関心があった。ムハンマド・アミン支持者はムハンマド・アミンを権力の座に据えることは出来なかったものの、ロシアに送ってモスクワ大公イヴァン3世大帝の保護下におくことは出来た。ムハンマド・アミンの母親であるヌール・スルタンはロシアの同盟国であるクリミア・ハン国のメングリ1世ギレイと結婚し、弟のアブル・ラティフを一緒にクリミアへ連れていった 。
1482年にイヴァン3世はカザンに対する大規模な遠征に取りかかった。一方の軍勢はニジニ・ノヴゴロドからヴォルガ川を下り、別の軍勢はヴャトカ人の地 から攻勢に出る必要があった。けれどもイリハムは和平を行い、ロシア側の要求に応え、遠征は行われなかった。
けれども権力闘争は止まなかった。1484年にムハンマド・アミンがハンとなった。翌年は内訌で満ち溢れていた。ムハンマド・アミンとイリハムは、必要とするノガイとロシアの両軍勢を利用して数度に渡ってハン位を交替した。1486年にムハンマド・アミンはロシアに亡命した。

## 戦争
ロシア国家の介入の結果、モスクワとカザン間のカザン問題は悪化し、ロシア人は戦争の準備を開始した。国境の要塞は強化され、軍勢は準備を整えた。今回はカザンの政治的服従を成し遂げたことを決定付けた。ムハンマド・アミンは、あらかじめイヴァン3世に対して臣下の誓いをした。
1487年4月11日にホルムスク公ダニール・ドミトリエヴィチ、ドロゴブジンスキー公オシプ・アンドレヴィチ、セミョーン・イヴァノヴィチ・リャポルフスキー公、オボレンスキー公アレクサンドル・ヴァシリエヴィチ及びヤロスラフスク公セミョーン・ロマノヴィチ率いるロシアの大軍がカザンに出た。イリハムはスヴィヤガ川の河口にてロシア軍を迎え撃ったものの、撃破されてカザンに退却した。5月18日に包囲が始まった。
イリハムは殆ど毎日打って出た。アリガジヤ公の騎兵部隊はロシア軍の背後からじわじわと攪乱させていった。ロシア軍はこの部隊を撃破してカザンを綿密な包囲網下におくことが出来た。7月9日にカザン都市民は降伏した。
イリハムとその親類縁者はロシアに送られた。反ロシア派の多くは処刑された。ムハンマド・アミンがハン位につき、ドミトリー・ヴァシリエヴィチ・シェインがそのもとでモスクワからの総督となった。
カザン征服の知らせはモスクワにて大いなる喜びを呼び起こした。全ての都市で鐘が鳴り、 モレーベンが執り行われた。勝利の知らせを携えた特別な使節団がヨーロッパの国々に派遣された。イヴァン3世は「ブルガール公」の称号を採用した。
翌年、カザン・ハン国はロシアの従属下におかれた。ハン国の対外政策並びにハン位継承の問題はモスクワの管轄下にあった。全ての書簡、ハン国の全ての対外関係はモスクワを経なければならなかった。ハンの結婚も同じく大公の認可でのみ可能であった。同時にハン国は単一の国として保持された。ロシア人はハン国から一片たりとも領土を奪わず、僅かに国内問題に介入しただけであった。

## 意義
1487年はロシアとカザン・ハン国との関係においては転機となった。数十年間に渡って著しく不安定であったカザン・ハン国はロシアの政策によって安定化した。ハン国対するモスクワ大公のあらゆる請求は、1487年以降のカザンはロシア諸公の世襲領地となったことを証明するものであった。